# Joan Massià
Joan Massià i Prats (Barcelona, 22 de febrero de 1890-11 de junio de 1969) fue un compositor y violinista español.

## Biografía
Comenzó sus primeros estudios de música con su madre y se manifestó su extraordinaria precocidad dando una audición pública con el piano a los siete años. A los once empezó el estudio del violín y al año siguiente ya alcanzó un notable éxito como concertista. Después se trasladó a Bruselas e ingresó en su Conservatorio, donde cursó los estudios musicales y alcanzó las más altas recompensas, entre ellas el premio Van Hal. De regreso a Barcelona, en 1906 dio un memorable concierto con la Orquesta Sinfónica, dirigida por el maestro Joan Lamote de Grignon, y continuó con varios conciertos más por España, y después por Francia, Suiza, Bélgica y Luxemburgo con gran éxito de público y crítica.
En 1911 con el Orfeón Catalán colaboró en los grandes festivales Bach. En 1918 fundó un cuarteto de cuerda con el violinista Alfred Quer, el viola José Garangon y el violonchelista Gaspar Cassadó, ofreciendo varios conciertos, entre ellos, anualmente, un concierto en la sala barcelonesa Casal del Metge, con gran éxito. Continuó después su carrera como concertista, con importantes audiciones en prestigiosas agrupaciones artísticas, entre ellas la Société Bach, de Bruselas; la Grande Harmonie, de Amberes y París, junto con el pianista Ricardo Viñes.
En 1924, la pianista Blanca Selva i Henry, después de un concierto en el que interpretaron una sonata de Beethoven, apreciando la extraordinaria unidad de expresión lograda con la interpretación musical, propuso a Massià asociarse con ella para dar conciertos. A partir de entonces se multiplicaron los conciertos de ambos, tanto en España como en otros muchos países, con importantes éxitos, sobre todo en las interpretaciones de Bach y Beethoven. En la temporada 1926-1927, fueron hasta diecisiete los conciertos ofrecidos en Barcelona en el centenario del fallecimiento de Beethoven.
Se casó con la pianista María Carbonell, colaboradora suya y antigua discípulo también de Blanca Selva. En sus últimos años fue también catedrático de música de cámara en el Conservatorio Superior de Música de Barcelona, así como profesor y uno de los fundadores de la Academia de Música de Barcelona. Entre sus discípulos destacan los violinistas Xavier Turull, Ricard Miralles, Jaume Llecha, Montserrat Cervera, Gonçal Comellas, los hermanos Gerard y Lluís Claret, Martín Cabús i Matamala y Santiago Cervera.

## Obras
- Notes d'estiu
- Preludi arcàic
- Dansa catalana
- Ocell de pedra
- Libèl·lula
- Peces per a quartet i orquestrals